# Campo do Vao
El Campo do Vao es un campo de fútbol situado en la parroquia de Corujo del municipio español de Vigo (Pontevedra, Galicia), situado cerca de la playa del mismo nombre. Es el campo asignado al Coruxo Fútbol Club, que juega en él desde su fundación. Hasta octubre de 2020 O Vao tenía una capacidad de 1500 localidades, que vio aumentada en esa fecha hasta 2.000, al ser habilitadas gradas supletorias a ambos lados de la pequeña tribuna que acoge el palco de autoridades.